# Ludvík Hainz
Ludvík Hainz (5. dubna 1847 Praha – 20. května 1893 Praha) byl pražský hodinář, podnikatel a orlojník.

## Život a působení

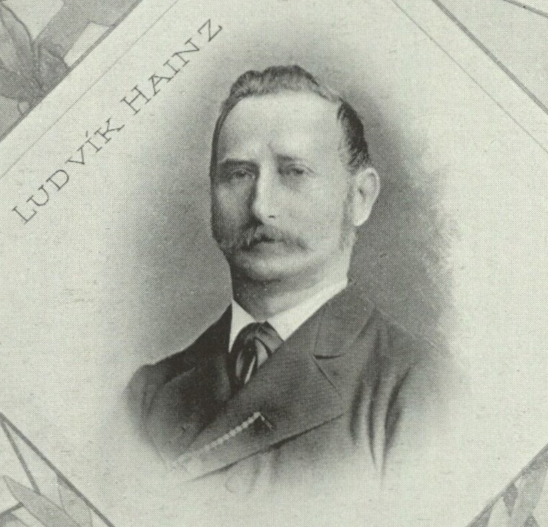
Otec Ludvík Hainz starší (Národní album, 1899)

Narodil se v rodině Ludvíka Hainze (1815–1875), jednoho z nejlepších pražských hodinářů, a v jeho dílně na Staroměstském náměstí se také vyučil.
Firma L.Hainz byla založena Ludvíkem Hainzem v roce 1836.
Zajímavost: telefonní číslo do firmy na Staroměstské náměstí v Praze v roce 1889 bylo č. 282.
Odjel na zkušenou do Švýcarska, kde samostatně vyráběl kapesní hodinky. Po návratu do Prahy roku 1866 se s otcem podílel na opravě Staroměstského orloje, o nějž se otcova firma starala. Po otcově smrti roku 1875 firmu převzal a rozšířil o továrnu na kyvadlové a věžní hodiny, jednu z největších v Rakousku. Vyráběl klasické pendlovky velmi dobré kvality a za jeho života se v továrně vyrobilo přes 300 věžních hodin, které se vyvážely do celé Evropy. Byl také staroměstským radním a členem představenstva Sboru pro vystavění Národního divadla v Praze.
Zemřel roku 1893 v Praze ve věku 46 let. Pohřben byl na Olšanských hřbitovech.
Činnost firmy L.Hainz se datuje až dodnes (2023).